# Ферв'ю Тауншип (округ Йорк, Пенсільванія)
Ферв'ю Тауншип (англ. Fairview Township) — селище (англ. township) в США, в окрузі Йорк штату Пенсільванія. Населення — 17 451 особа (2020).

## Демографія
Згідно з переписом 2010 року, у селищі мешкало 16 668 осіб у 6559 домогосподарствах у складі 4846 родин. Було 6922 помешкання
Расовий склад населення:
| - 94,5 % — білих - 1,6 % — чорних або афроамериканців - 1,4 % — азіатів - 0,2 % — корінних американців |

До двох чи більше рас належало 1,4 %. Частка іспаномовних становила 3,3 % від усіх жителів.
За віковим діапазоном населення розподілялося таким чином: 23,2 % — особи молодші 18 років, 64,4 % — особи у віці 18—64 років, 12,4 % — особи у віці 65 років та старші. Медіана віку мешканця становила 42,5 року. На 100 осіб жіночої статі у селищі припадало 100,5 чоловіків;  на 100 жінок у віці від 18 років та старших — 98,8 чоловіків також старших 18 років.
Середній дохід на одне домашнє господарство  становив 93 104 долари США (медіана — 74 675), а середній дохід на одну сім'ю — 103 420 доларів (медіана — 87 002). Медіана доходів становила 56 026 доларів для чоловіків та 44 571 долар для жінок. За межею бідності перебувало 6,7 % осіб, у тому числі 10,7 % дітей у віці до 18 років та 4,4 % осіб у віці 65 років та старших.
Цивільне працевлаштоване населення становило 8928 осіб. Основні галузі зайнятості: освіта, охорона здоров'я та соціальна допомога — 20,3 %, науковці, спеціалісти, менеджери — 12,2 %, публічна адміністрація — 11,9 %.